# Teoria generale dello spirito come atto puro
La Teoria generale dello spirito come atto puro è un'opera del filosofo Giovanni Gentile pubblicata per la prima volta nel 1916, e da lui concepita come introduzione al sistema della Logica, trattata in un apposito saggio nell'anno successivo, di cui rappresenta in un certo senso il contraltare.

## Contenuto
Mentre la Logica evidenzia l'«attuarsi concreto e positivo» dello Spirito, la Teoria generale dello Spirito nasce dal riconoscimento della negatività originaria del pensiero, perché considera reale solo l'atto vivente del pensare, negando consistenza al mondo naturale e alla materia.
L'atto dello spirito è «negatività originaria» in quanto si compie all'origine di sé, della sua auto-creazione, nel momento in cui nega l'essere come natura, nega cioè qualcosa che non esiste, ritenuto erroneamente esistente dal naturalismo, e in questa negazione realizza sé stesso.
Alla negatività strutturale dello spirito si affianca così una negatività intesa anche come «polemica» rivolta alle dottrine naturalistiche succedutesi nel corso della storia, rivendicando la libertà e la purezza dell'atto spirituale unitario.
(Giovanni Gentile, Teoria generale dello spirito come atto puro, cap. XVI, § 1)

### Suddivisione in capitoli
1. La soggettività del reale
2. La realtà spirituale
3. L'unità dello spirito e la molteplicità delle cose
4. Lo spirito come svolgimento
5. Il problema della natura
6. L'astratto universale e il positivo
7. L'individuo come io
8. Il positivo come autoctisi
9. Lo spazio e il tempo
10. L'immortalità
11. Causalità, meccanismo e contingenza
12. Previsione e libertà
13. L'antinomia storica e la storia eterna
14. L'arte, la religione e la storia
15. La scienza, la vita e la filosofia
16. La realtà come autoconcetto, il male e la natura
17. Epilogo e corollari
18. Idealismo o misticismo?

## Dedica
A epigrafe del testo, subito sotto il titolo, Gentile riporta una citazione di Blaise Pascal:
et m'engloutit comme un point, par 

la pensée je le comprends.»
ma in termini di pensiero sono io che lo comprendo.»
(Blaise Pascal, Pensieri, VI, 348.)
Nella prefazione della prima edizione, si rivolge quindi così ai suoi studenti:
«Stampo dunque questo volumetto [...] per rimanere co' miei scolari anche dopo l'esame, ed esser pronto, se l'opera mia non andrà perduta, a ripeter loro da queste pagine la mia risposta o il mio stimolo a cercarsene una da sè, ogni volta che in loro risorgerà il bisogno, — spero non di rado, — di rispondere ai gravi problemi, così antichi e pur sempre nuovi, da me agitati in iscuola». (Pisa, 15 maggio 1916)